# El romance de Murphy
El romance de Murphy (en inglés, Murphy's Romance) es una película dramática estadounidense de 1985 dirigida por Martin Ritt y protagonizada por Sally Field y James Garner en los papeles principales. Garner fue nominado al Óscar al mejor actor.

## Argumento
Emma (Sally Field), una mujer divorciada, vive con su hijo en un pequeño pueblo de Arizona en una situación bastante precaria. Murphy (James Garner), el próspero comerciante del pueblo, un viudo bonachón y simpático, le ayuda siempre que puede. Y el que en principio era tan solo amistad, desemboca en una relación amorosa. todo se complica cuando aparece por el pueblo el exmarido de Emma.

## Reparto
- Sally Field: Emma Moriarty
- James Garner: Murphy Jones
- Brian Kerwin: Bobby Jack Moriarty
- Corey Haim: Jake Moriarty
- Dennis Burkley: Freeman Coverly
- Michael Crabtree: Jim Forrest
- Anna Levine: Wanda
- Charles Lane: Amos Abbott
- Carole King: Tillie
- Gene Blakely: Lucien Holt

## Producción
Sally Field y el director Martin Ritt tuvieron que luchar con Columbia Pictures para incorporar al reparto a Garner, que era visto en ese momento principalmente como un actor de televisión a pesar de haber disfrutado de una floreciente carrera cinematográfica en la década de 1960 y haber coprotagonizado el éxito de taquilla Victor/Victoria en 1982.
Columbia no quería hacer la película porque no tenía "sexo o violencia". De todas maneras, Columbia accedió después del éxito de Norma Rae (1979), con la misma actriz, el mismo director, el mismo equipo de guionistas (Harriet Frank Jr. y Irving Ravetch), y la nueva productora de Field, la Fogwood Films. Columbia quería a Marlon Brando, o algún gancho en taquilla pero Field y Ritt insistieron en Garner.
Cuando Ritt dio la historia de Max Schott a Harriet Frank Jr. y Irving Ravetch, el matrimonio que trabajó en Hud (1963) con Ritt y Paul Newman, querían que Newman protagonizase Murphy's Romance. Field ya había trabajado con Newman en Ausencia de malicia en 1981, pero Newman rechazo el proyecto, y Garner was era el otro actor al que Ritt y Field pidieron.
Parte del trato del estudio, que a su vez era propiedad de The Coca-Cola Company, incluía en una secuencia en la que Field y Garner decían la palabra "Coke" y algunos de sus productos aparecían en la película.
El rodaje se hizo en Florence, Arizona, y la calle principal preservada de la ciudad aparece a lo largo de la película.